# كوندون (فرنسا)
كوندون، (بالفرنسية: Condom)‏، تنطق:(‎kɔ̃dɔ̃‏)، (الأوكيتانية: Condòm)، ويشار إليها أيضًا باسم كوندوم أون أرماجناك، هي بلدية في جنوب غرب فرنسا، في إقليم جارس، وهي عاصمة دائرة بنفس الاسم.

## توأمة
لكوندون (فرنسا) اتفاقيات توأمة مع كل من:
- غرونبرغ
- تورو [الإنجليزية]‏

## أعلام
- ستيفان أبريال